# 張國銳
張國銳（1577年—？年），字貞子，號鍾石，直隸順天府錦衣衛官籍，明朝政治人物。

## 生平
癸卯順天府鄉試十二名舉人，萬曆三十八年庚戌科會試二百九十名，第二甲第二十名進士。戶部觀政，丁憂，四十一年授戶部廣東司主事，本科，四十五年陞貴州司員外，本年陞山東司郎中，四十七年陞河南彰德府知府。天啓元年（1621年）十月升山东按察司副使、分守海右道，轉陕西布政使司参政，六年二月升陕西按察使，十二月升陕西右布政使，不久调任山西。

## 家族
曾祖張璽，錦衣衛千戶；祖父張文惠；父張邦垣；母刁氏（封宜人）。慈侍下。兄國錦（文林郎通政司經歷）。子其湛；其澄；其清。